# ضربة نصف طائرة

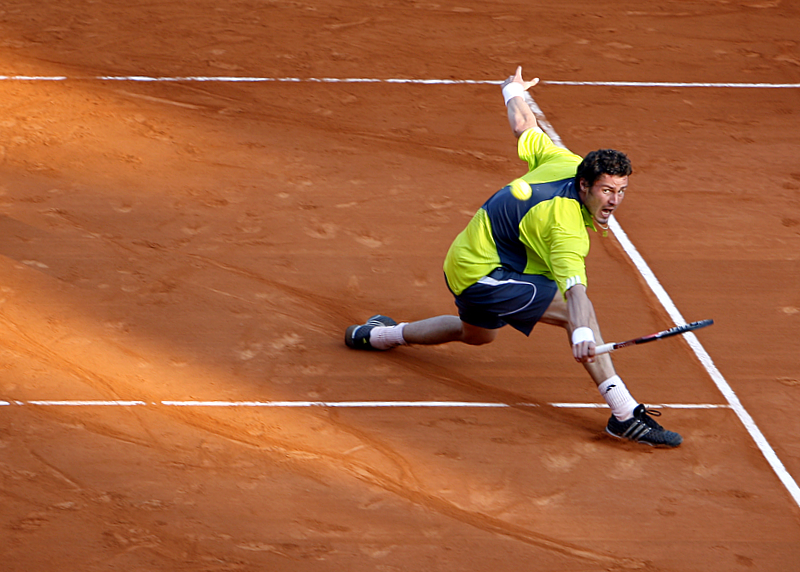
مَرات سافين 2007

الضربة نصف الطائرة في كرة المضرب هي ضربة تُضرب مبشارة بعد ارتداد الكرة ولكن قبل أن تصل إلى قمة ارتدادها.